# Segundo Díaz de Bedoya
Segundo Díaz de Bedoya (ca. 1835 - ca. 1885) fue un comerciante y político argentino, que fue Gobernador de la Provincia de Salta durante dos meses en 1864, tras la "Revolución de los Uriburu".

## Biografía
Inició estudios de derecho en la Universidad de Córdoba, pero regresó a Salta sin haberlos completado.
Ejerció como intendente municipal de la ciudad de Salta desde enero de 1859 a enero de 1861.
Fue legislador provincial en el período inmediatamente posterior a la batalla de Pavón, y llegó a la presidencia del cuerpo durante la gobernación de Juan Nepomuceno Uriburu. Fue gobernador delegado entre abril y mayo de 1863.
El mismo día en que finalizaba el mandato de Uriburu, el 8 de mayo de 1864, sin que se hubiera elegido su sucesor, su tío José Uriburu dirigió una revolución contra él. Cinco días más tarde, el presidente de la legislatura aprobó la revolución, declarando caducos todos los mandatos —incluidos los de los legisladores— y solicitando al jefe revolucionario elecciones a la brevedad. Pero, como éste se rodeó del mismo grupo que había acompañado a su sobrino, y tampoco mostraba interés en llamar a elecciones, Díaz de Bedoya comprendió que el movimiento estaba dirigido a continuar el dominio político de la familia.
De modo que abandonó la ciudad y organizó la reunión de la legislatura en las afueras de la capital, haciéndose cargo del gobierno provisorio; cada departamento y cada jefe militar quedó en condiciones de elegir a qué gobernador deseaba obedecer, con lo que la provincia quedó dividida a lo largo de un límite difícil de precisar. Las fuerzas de los Uriburu estaban al mando del mayor Emilio Alfaro, y Díaz de Bedoya tomó el mando de unos 3000 a 4000 hombres, con los que puso sitio a la ciudad.
Un combate en el paraje de El Brete dio la victoria a Díaz de Bedoya, que a principios de junio ocupó la capital. Pocos días más tarde, arrestó a Uriburu e incautó sus bienes para hacer frente a los reclamos de quienes se habían visto perjudicados por él, por los combates o por el sitio.
Poco después llamó a elecciones, presentándose al frente de una lista de candidatos a legislador, con la intención de hacerse elegir gobernador. Pero en las elecciones triunfó una lista opositora, que llevó al gobierno al médico Cleto Aguirre.
Continuó como legislador de la provincia. Cuando el caudillo Felipe Varela invadió la provincia de Salta, fue el jefe de uno de los cantones con que los defensores intentaron infructuosamente defender la capital.
Volvió a presidir la legislatura durante la gobernación de Benjamín Zorrilla y presidió la Convención Constituyente provincial que se reunió a fines de enero de 1875; entre las reformas sancionadas se contaban la obligatoriedad de la enseñanza primaria, la organización de los municipios, la elección del gobernador por un colegio electoral —eliminando el conflicto que había llevado a la falsa revolución de los Uriburu— y la formación de una segunda cámara legislativa, de Senadores provinciales.
Fue elegido senador y presidió el senado durante la gobernación de Miguel Francisco Aráoz. Durante la gobernación de Juan Solá fue autor de la Ley Orgánica de Municipalidades.
Posteriormente se alejó de toda actividad política, desconociéndose la fecha de su fallecimiento.